# New York Stories
Pour plus de détails, voir Fiche technique et Distribution.
New York Stories est un film à sketches américain sorti en mars 1989. Il est constitué de trois courts métrages ayant pour thème central New York. Le premier, Apprentissages, est réalisé par Martin Scorsese et écrit par Richard Price. Le second, La Vie sans Zoë, est écrit et réalisé par Francis Ford Coppola, assisté de sa fille Sofia Coppola pour l'écriture. Le dernier, Le Complot d'Œdipe, est écrit et réalisé par Woody Allen.

## Fiche technique
- Producteur : Robert Greenhut
- Distribution :
  - France : Warner Bros.
  - États-Unis : Buena Vista Distribution
- Budget : 15 millions $
- Langue : anglais
- Durée : 124 minutes
- Format : Technicolor • 1.85:1 • 35 mm
- Dates de sortie [1]:
  - New York : 1er mars 1989 (sortie limitée)
  - États-Unis : 10 mars 1989
  - France : 11 mai 1989 (Festival de Cannes 1989)
  - France : 17 mai 1989

### Apprentissages
- Titre original : Life Lessons
- Réalisateur : Martin Scorsese
- Scénario : Richard Price (participation non créditée de Steve Buscemi pour sa propre scène)
- Montage : Thelma Schoonmaker
- Directeur de la photographie : Néstor Almendros
- Productrice : Barbara De Fina
- Décors : Kristi Zea
- Direction artistique : Wray Steven Graham
- Durée : 45 minutes[2]
- Synopsis : Alors qu'il se sépare de sa compagne et assistante Paulette, Lionel Dobie, un peintre célèbre prépare une exposition...

### La Vie sans Zoë
- Titre original : Life Without Zoë
- Réalisateur : Francis Ford Coppola
- Scénario : Francis Ford Coppola et Sofia Coppola
- Montage : Barry Malkin
- Musique : Carmine Coppola
- Directeur de la photographie : Vittorio Storaro
- Producteurs : Fred Fuchs et Fred Roos
- Décors : Dean Tavoularis
- Direction artistique : Speed Hopkins
- Durée : 33 minutes[2]
- Synopsis : Zoë, une écolière de 12 ans, vit dans un palace. Elle découvre une boucle d'oreille offerte par une princesse arabe à son père Claudio. Elle essaye en même temps de réconcilier sa mère Charlotte, une photographe, et son père, un joueur de flûte.

### Le Complot d'Œdipe
- Titre original : Oedipus Wrecks
- Réalisateur : Woody Allen
- Scénario : Woody Allen
- Montage : Susan E. Morse
- Directeur de la photographie : Sven Nykvist
- Producteurs délégués : Charles H. Joffe et Jack Rollins
- Décors : Santo Loquasto
- Direction artistique : Speed Hopkins
- Durée : 40 minutes[2]
- Synopsis : La mère envahissante de Sheldon disparaît pendant un spectacle de magie. Mais son visage continue à apparaître dans le ciel de New York.

## Distribution

### Apprentissages (Life Lessons)
- Nick Nolte (VF : Richard Darbois) : Lionel Dobie
- Patrick O'Neal (VF : Michel Gudin) : Phillip Fowler
- Rosanna Arquette (VF : Séverine Morisot): Paulette
- Steve Buscemi (VF : Jean-Philippe Puymartin) : Gregory Stark
- Peter Gabriel : Lui-même
- Mark Boone Junior : Hank
- Illeana Douglas (VF : Denise Metmer) : l'ami de Paulette
- Deborah Harry : une fille au Blind Alley
- Victor Argo : Flic
- Richard Price : l'artiste à l'ouverture
- Brigitte Bako : une jeune femme
- Holly Marie Combs : une invitée de la soirée costumée
- Kirsten Dunst : la fille de Lisa (non créditée)
- Michael Powell : Lui-même, à la fête (non crédité)
- Martin Scorsese : l'homme avec une photo prise avec Lionel Dobie (non crédité)

### La Vie sans Zoë(Life Without Zoë)
- Heather McComb (VF : Barbara Tissier) : Zoë
- Talia Shire (VF : Béatrice Delfe) : Charlotte
- Giancarlo Giannini : Claudio
- Don Novello (VF : Jacques Ciron) : Hector
- Tom Mardirosian : Hasid
- Adrien Brody : Mel
- Chris Elliott : le voleur
- Michael Higgins : l'autre voleur
- Carmine Coppola : un musicien dans la rue
- Carole Bouquet (VF : elle-même) : Princesse Soroya

### Le Complot d'Œdipe(Oedipus Wrecks)
- Woody Allen (VF : Bernard Murat) : Sheldon
- Mae Questel : La Mère
- Mia Farrow (VF : Élisabeth Wiener) : Lisa
- Jessie Keosian : Tante Ceil
- Larry David : le manager du théâtre
- Helen Hanft : une citoyenne
- Ed Koch : Lui-même (crédité comme le maire Edward I. Koch)
- Mike Starr : Hardhat
- Julie Kavner : Treva

## Lieux de tournage
- New York[3] :

Cinquième Avenue, Manhattan
Fontaine Bethesda, Central Park, Manhattan
Central Park West, Manhattan
57e rue, Manhattan
SoHo, Manhattan
67e rue, Central Park, Manhattan
TriBeCa, Manhattan
- Newark :

Aéroport international Newark Liberty
- Athènes

Acropole

## Critiques
Les critiques furent en général positives pour Life Lessons et Oedipus Wrecks, mais plutôt négatives pour Life Without Zoe. Hal Hinson, du Washington Post, écrivit à propos de la partie réalisée par Coppola, « ...c'est de loin la pire réalisation ».

## Autour du projet
- Le film a été présenté au Festival de Cannes 1989[1].
- Jessie Keosian, qui joue la tante Ceil dans le segment de Woody Allen, se trouve être l'ancienne professeur de biologie de celui-ci. Il ne l'avait pas revue depuis cette époque.
- La performance de Steve Buscemi dans le segment de Martin Scorsese a été écrite par Steve Buscemi lui-même. Par ailleurs, le scénario de ce segment est vaguement basé sur Le Joueur de Fiodor Dostoïevski.
- Le bébé Zoë est joué par Gia Coppola, petite-fille de Francis Ford Coppola et fille de Gian-Carlo Coppola. Ce dernier s'est tué en 1986, avant la naissance de sa fille.
- Le réalisateur britannique Michael Powell, qui apparaît dans le film, a aidé Woody Allen pour le scénario de son segment[6]. Powell est mort l'année suivante, en 1990.
- Le film marque les débuts cinématographiques de Kirsten Dunst et Adrien Brody[7].
- Dans le segment de Coppola, il est question d'un père flûtiste. Le père de Francis Ford Coppola, Carmine Coppola est justement flûtiste.